# Осока остюкова
Осока остюкова (Carex atherodes) — вид трав'янистих рослин родини осокові (Cyperaceae), поширений у Європі, західній Азії й Північній Америці.

## Опис
Багаторічна рослина 40–100 см заввишки. Листові пластинки опушені тільки знизу. Мішечки голі. Стебла порожнисті, губчасті біля основи, тригональні в поперечному перерізі. Листя: базальні піхви червонувато-фіолетові, листові пластини 3–10 мм завширшки. Суцвіття 12–60 см; колоси підняті або висхідні.

## Поширення
Європа: Боснія і Герцеговина, Латвія, Білорусь, Фінляндія, Німеччина, Норвегія, Польща, Росія, Сербія, Швеція, Україна; Азія: Туреччина, Грузія, Вірменія; Північна Америка: Канада, США. Населяє болота, вологі прерії та луки, відкриті болота, вологі відкриті зарості, відкриті потоки, ставки та озера, канави, часто у воді.
В Україні зростає на сирих луках, в чорновільшанників, на низинних болотах — у Поліссі, Лісостепу і Степу, зрідка. Входить у переліки видів, які перебувають під загрозою зникнення на територіях Дніпропетровської, Київської, Львівської, Хмельницької областей.